# La Nuit des traquées
La Nuit des Traquées és una pel·lícula francesa del 1980 dirigida per Jean Rollin, sobre persones que han perdut la memòria en un accident ambiental i estan tancades a un hospital.

## Argument
En una nit freda i fosca, un home condueix pel camp i descobreix una jove que sembla fugir d'alguna cosa. L'home s'atura i la posa al seu cotxe i no s'adona d'una altra dona, que està completament nua, que la crida. La dona li diu a l'home que es diu Elisabet; ella insisteix que hi ha gent després d'ella, però sembla que està confusa i espantada. Porta l'Elizabeth al seu apartament a París i s'adona que és incapaç de recordar res durant molt de temps. Ell li diu que es diu Robert, però ella té problemes per recordar uns minuts després. Ella li demana que no la deixi perquè l'oblidarà, i la parella fa l'amor, durant el qual Robert li diu a Elizabeth que recordi el seu rostre perquè no oblidi mai aquesta vegada junts. L'endemà al matí, en Robert ha d'anar a treballar i quan se n'ha anat, el Dr. Francis entra al seu apartament per persuadir l'Elizabeth perquè torni a la clínica, d'on va escapar, on la gent està sent tractada per pèrdua de memòria.
En tornar a la clínica, Elizabeth sembla recordar la dona, la que la va cridar la nit anterior, però només es recorden el nom de l'altre, res més. Tots dos intenten una altra fugida i aconsegueixen posar-se en contacte amb Robert, ja que Elizabeth el recorda, però tots dos són capturats de nou. Robert localitza la clínica on li diu el Dr. Francis que els pacients pateixen una malaltia que lentament els treu els records, i aviat tots els afectats es convertiran en morts caminants, però Robert es nega a creure-ho i està decidit a rescatar Elizabeth.
Els metges de la clínica comencen a desfer-se de les persones els records de les quals han desaparegut completament. Robert aconsegueix trobar Elizabeth, però és massa tard ara que la malaltia l'ha pres completament. Dr. Francis dispara a Robert al cap i es torna com Elizabeth. Sense saber què passa al seu voltant, Elizabeth i Robert caminen costat a costat.

## Repartiment
- Brigitte Lahaie - Elizabeth
- Vincent Gardère
- Dominique Journet - Véronique
- Bernard Papineau - Le Docteur Francis
- Rachel Mhas as Solange
- Catherine Greiner
- Nathalie Perrey - La Mère
- Christian Farina
- Élodie Delage - Marie (acreditada com Véronique Délaissé)
- Cyril Val (acreditat com Alain Plumey)
- Jean Hérel - Jacques
- Jacques Gatteau - Pierre
- Dominique Saint-Clare
- Grégoire Cherlian - Le Gardien
- Jean Cherlian - L'homme de Main